# Horst Eberlein
Horst Eberlein (Walsleben, 25 de outubro de 1950) é um clérigo católico romano alemão e bispo auxiliar na arquidiocese de Hamburgo .

## Vida
Os pais de Eberlein veio em 1947 como expulsos da fortemente católica Vármia na Prússia no Altmark, então onde Horst Eberlein nasceu. Três irmãos ainda nasceram na guerra, três irmãos após o fim da guerra. Com pouco menos de um ano, Horst Eberlein chegou a sua tia e tio em Mecklenburg, perto do mosteiro Dobbertin, onde ele cresceu. Em 1958, seus pais fugiram para Hamburgo - Eidelstedt com as outras crianças e permaneceram na reitoria porque um tio de Horst Eberlein era pastor lá.
Em 1965, ele foi para o seminário episcopal em Schöneiche , onde mais tarde se formou no colegial. Depois de estudar teologia católica no seminário de Erfurt, Horst Eberlein recebeu a ordenação para o Escritório Episcopal em Schwerin em 16 de abril de 1977 em Waren (Müritz) de Heinrich Theissing.
Eberlein trabalhou como capelão em Wittenburg e na paróquia de St. Josef - St. Lukas em Neubrandenburg antes de se tornar pastor em Friedland em 1985. Em 1990, ele se tornou pastor em Hagenow e em 1996 pastor na congregação de Cristo em Rostock. Em 2000, recebeu o título honorário de Capela Pontifícia de Honra (Monsenhor). Desde 2009 foi Eberlein Provost na Igreja Provost de St. Anne, em Schwerin. Em 2015, ele se tornou o capitólio da catedral não residente do Capítulo Metropolitano de Hamburgonomeado.
Em 9 de fevereiro de 2017 nomeou o Papa Francisco ao bispo titular de Tisedi e Bispo-auxiliar de Hamburgo. A ordenação episcopal recebeu seu Arcebispo Stefan Hesse em 25 de março de 2017 na Nova Catedral de Santa Maria. Os co-consagradores foram os bispos auxiliares eméritos de Hamburgo, Hans-Jochen Jaschke e Norbert Werbs.
Eberlein é o primeiro bispo auxiliar nomeado na Arquidiocese de Hamburgo. Ele não é mais responsável por uma região como os bispos auxiliares anteriores Hans-Jochen Jaschke e Norbert Werbs, mas por toda a arquidiocese; seu local de residência e serviço é Hamburgo.
Seu brasão de armas com o cordeiro como símbolo de Cristo é uma reminiscência da diocese de Warmia , da qual sua família vem. A outra metade do brasão mostra um coração com uma cruz, que representa a parte do bispado de Mecklemburgo no brasão do bispado de Hamburgo. Este e seu lema Iesus sis mihi Iesus ("Jesus, seja comigo Jesus") recordam o abençoado Niels Stensen e sua última oração antes de sua morte.